# 蘇丹蘇萊曼清真寺

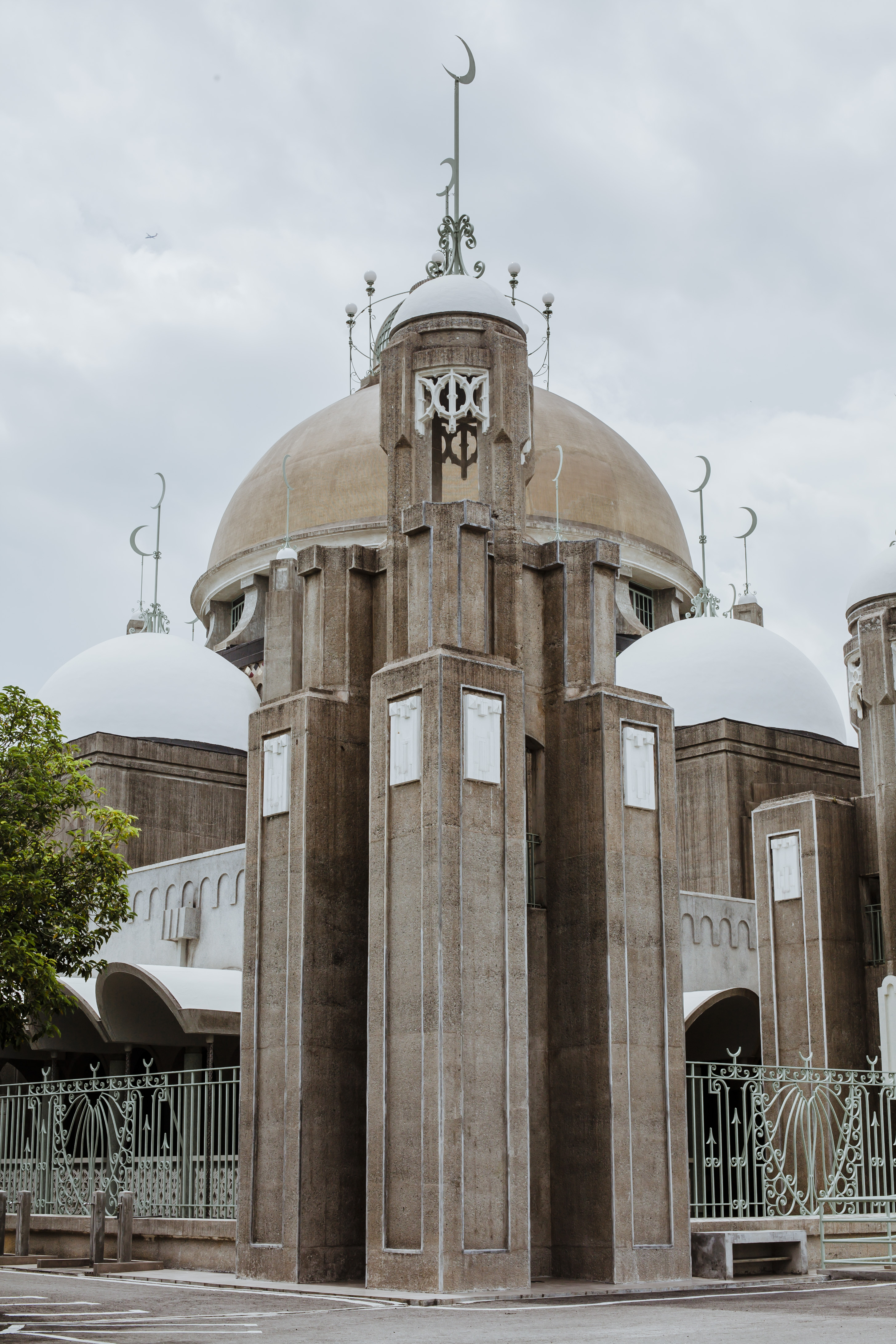
蘇丹蘇萊曼清真寺

蘇丹蘇萊曼清真寺，是馬來西亞雪蘭莪州巴生的一所清真寺，也是雪州的王家清真寺。位於巴生河南岸。
由英國建築師設計，1934年落成。揉合了裝飾藝術和新古典主義風格。隔壁為雪州王家陵園。